# ألدن بروكس
ألدن بروكس (بالإنجليزية: Alden Brooks)‏ هو كاتب أمريكي، ولد في 1882 في كليفلاند في الولايات المتحدة، وتوفي في 1964.